# Saint-Pierre-des-Landes
Saint-Pierre-des-Landes is een gemeente in het Franse departement Mayenne (regio Pays de la Loire). De plaats maakt deel uit van het arrondissement Laval. Saint-Pierre-des-Landes telde op 1 januari 2022 927 inwoners.

## Geografie
De oppervlakte van Saint-Pierre-des-Landes bedroeg op 1 januari 2022 40,9 vierkante kilometer; de bevolkingsdichtheid was toen 22,7 inwoners per km².

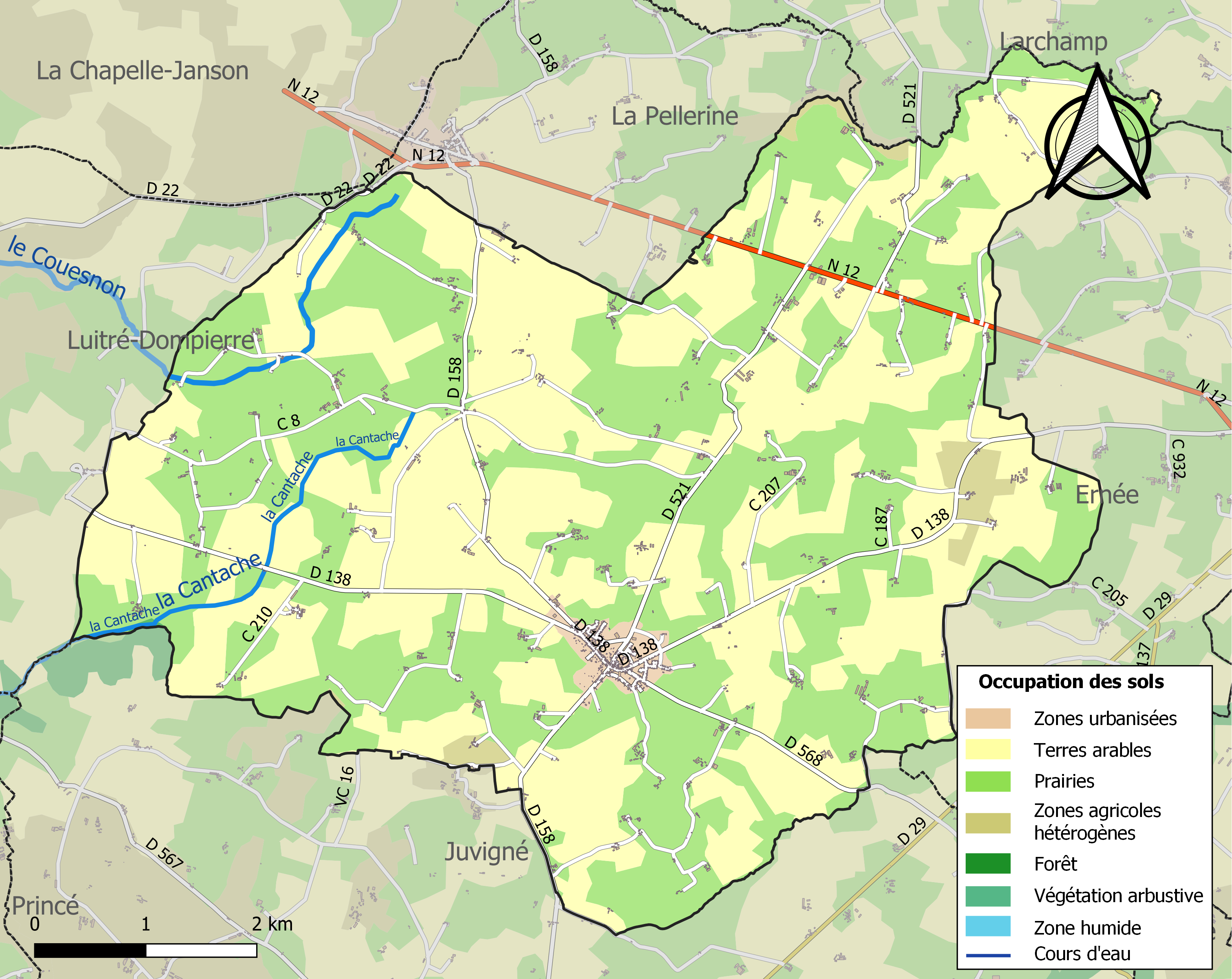
Kaart van de gemeente met de belangrijkste infrastructuur, bodemgebruik en omliggende gemeenten

## Demografie
Onderstaande figuur toont het verloop van het inwonertal (bron: INSEE-tellingen).